# فيليب بيري
فيليب بيري (28 ديسمبر 1966 - ) (بالإنجليزية: Philip Berry)‏ هو لاعب كريكت بريطاني.